# Trophée mondial de course en montagne 1997
Navigation
1996 1998
Le Trophée mondial de course en montagne 1997 est une compétition de course en montagne qui s'est déroulée le 7 septembre 1997 à Úpice - Malé Svatoňovice dans le district de Hradec Králové  en République tchèque. Il s'agit de la treizième édition de l'épreuve.

## Résultats
La course junior féminine se déroule sur un parcours de 4,1 km et 300 m de dénivelé. L'Anglaise Victoria Wilkinson effectue une excellente course et s'impose avec douze secondes d'avance sur l'Allemande Jennifer Wischnath. La locale Zuzana Kocumová complète le podium.
Le parcours de la course junior masculine mesure 7,8 km pour 600 m de dénivelé. Le coureur local Petr Losman brille devant son public et s'impose devant l'Italien Roberto Delsoglio et le Slovaque Martin Bialek.
La course féminine senior a lieu sur le même parcours que celui des juniors hommes. La favorite Gudrun Pflüger est absente en raison d'une blessure au pied. Sa grande rivale Isabelle Guillot en profite et domine la course pour enfin décrocher son quatrième titre. Elle devance la Slovaque Jaroslava Bukvajová. Présente en Europe à l'occasion de l'Universiade d'été à Catane, la Néo-Zélandaise fait ses débuts en course en montagne et termine sur la troisième marche du podium à la surprise générale. La France remporte le classement par équipes devant l'Italie et la Slovaquie.
Le tracé de la course senior masculine mesure 11,6 km pour 900 m de dénivelé. L'expérimenté Antonio Molinari prend les commandes de la course dès le départ, emmenant avec lui ses compatriotes. Perdant du temps dans la descente, il laisse le jeune Marco De Gasperi, champion du monde junior l'année précédente s'emparer des commandes avec le marathonien Davide Milesi derrière lui. Marco démontre ses excellentes qualités sur ce type de parcours et remporte son premier titre mondial. Le Français Thierry Breuil complète le podium. Avec quatre coureurs dans le top 10, l'Italie domine largement le classement par équipes devant la France et l'Angleterre,.

### Seniors

#### Courses individuelles
| Rang               | Athlète          | Pays             | Temps       |
| ------------------ | ---------------- | ---------------- | ----------- |
| Médaille d'or      | Marco De Gasperi | Italie           | 54 min 11 s |
| Médaille d'argent  | Davide Milesi    | Italie           | 54 min 25 s |
| Médaille de bronze | Thierry Breuil   | France           | 54 min 29 s |
| 4                  | Aaron Strong     | Nouvelle-Zélande | 54 min 35 s |
| 5                  | Owen Machelm     | Afrique du Sud   | 54 min 35 s |
| 6                  | Róbert Petro     | Slovaquie        | 55 min 5 s  |
| 7                  | Lucio Fregona    | Italie           | 55 min 16 s |
| 8                  | Antonio Molinari | Italie           | 55 min 18 s |

| Rang               | Athlète             | Pays             | Temps       |
| ------------------ | ------------------- | ---------------- | ----------- |
| Médaille d'or      | Isabelle Guillot    | France           | 40 min 27 s |
| Médaille d'argent  | Jaroslava Bukvajová | Slovaquie        | 40 min 43 s |
| Médaille de bronze | Melissa Moon        | Nouvelle-Zélande | 41 min 26 s |
| 4                  | Catherine Lallemand | Belgique         | 41 min 47 s |
| 5                  | Carol Greenwood     | Angleterre       | 41 min 58 s |
| 6                  | Rosita Rota Gelpi   | Italie           | 42 min 4 s  |
| 7                  | Bénédicte Molle     | France           | 42 min 16 s |
| 8                  | Flavia Gaviglio     | Italie           | 42 min 34 s |

#### Courses par équipes
| Rang               | Pays | Points |
| ------------------ | --- | ------ |
| Médaille d'or      | Italie Marco De Gasperi (1er) Davide Milesi (2e) Lucio Fregona (7e) Antonio Molinari (8e) Carmelo Traini (14e) Danilo Bosio (36e)      | 18     |
| Médaille d'argent  | France Thierry Breuil (3e) Thierry Icart (10e) Sylvain Richard (11e) Philippe Sireix (32e) Jean-Paul Payet (26e) Thierry Faveaux (39e) | 44     |
| Médaille de bronze | Angleterre Billy Burns (9e) Richard Findlow (15e) Craig Roberts (21e) Ian Holmes (24e) Mark Roberts (30e) Paul Sheard (49e)            | 69     |

| Rang               | Pays                                                                                               | Points |
| ------------------ | -------------------------------------------------------------------------------------------------- | ------ |
| Médaille d'or      | France Isabelle Guillot (1re) Bénédicte Molle (7e) Martine Javerzac-Payet (9e) Evelyne Mura (32e)  | 17     |
| Médaille d'argent  | Italie Rosita Rota Gelpi (6e) Flavia Gaviglio (8e) Maria Grazia Roberti (10e) Mirella Cabodi (21e) | 24     |
| Médaille de bronze | Slovaquie Jaroslava Bukvajová (2e) Alena Briedová (14e) Anna Balošáková (22e)                      | 38     |

### Juniors

#### Courses individuelles
| Rang               | Athlète           | Pays               | Temps       |
| ------------------ | ----------------- | ------------------ | ----------- |
| Médaille d'or      | Petr Losman       | République tchèque | 37 min 27 s |
| Médaille d'argent  | Roberto Delsoglio | Italie             | 37 min 53 s |
| Médaille de bronze | Martin Bialek     | Slovaquie          | 37 min 58 s |

| Rang               | Athlète            | Pays               | Temps       |
| ------------------ | ------------------ | ------------------ | ----------- |
| Médaille d'or      | Victoria Wilkinson | Angleterre         | 21 min 59 s |
| Médaille d'argent  | Jennifer Wischnath | Allemagne          | 22 min 11 s |
| Médaille de bronze | Zuzana Kocumová    | République tchèque | 22 min 33 s |

#### Courses par équipes
| Rang               | Pays                                                                                             | Points |
| ------------------ | ------------------------------------------------------------------------------------------------ | ------ |
| Médaille d'or      | Italie Roberto Delsoglio (2e) Alessio Conti (6e) Alberto Mosca (8e) Gabriele Abate (9e)          | 16     |
| Médaille d'argent  | République tchèque Petr Losman (1er) Daniel Šír (14e) Lukáš Razym (17e) Jaroslav Mollinger (20e) | 32     |
| Médaille de bronze | Suisse Lukas Eberle (4e) Roger Hartmann (18e) Thomas Rickelman (19e)                             | 41     |

| Rang               | Pays                                                                                | Points |
| ------------------ | ----------------------------------------------------------------------------------- | ------ |
| Médaille d'or      | République tchèque Zuzana Kocumová (3e) Lucie Navrátilová (6e) Lenka Hanušová (17e) | 9      |
| Médaille d'argent  | Angleterre Victoria Wilkinson (1re) Charlotte Sanderson (10e) Emma O'Shea (15e)     | 11     |
| Médaille de bronze | Italie Francesca Rastelli (7e) Asha Tonolini (11e) Giuseppina Rinaudo (19e)         | 18     |